# Абенохар
Абенохар (ісп. Abenójar) — муніципалітет в Іспанії, у складі автономної спільноти Кастилія-Ла-Манча, у провінції Сьюдад-Реаль. Населення — 1598 осіб (2010).
Муніципалітет розташований на відстані близько 180 км на південь від Мадрида, 38 км на захід від Сьюдад-Реаля.
На території муніципалітету розташовані такі населені пункти: (дані про населення за 2010 рік)
- Абенохар: 1449 осіб
- Ель-Фресно: 18 осіб
- Навальмедіо-де-Моралес: 131 особа

## Демографія
Динаміка населення (INE ):

## Галерея зображень

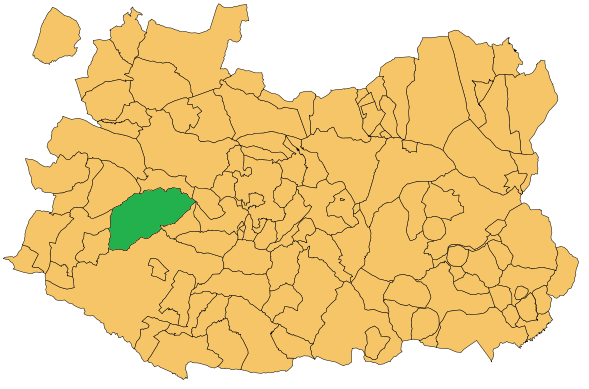
Розташування муніципалітету у провінції Сьюдад-Реаль